# شعبه لحم
شعبه لحم (به عربی: شعبة اللحم) یک شهرداری در الجزایر است که در استان عین تموشنت واقع شده‌است. شعبه لحم ۶۶٫۶۲ کیلومتر مربع مساحت و ۱۴٬۷۳۰ نفر جمعیت دارد.